# Antonin Scalia
Antonin Gregory Scalia (i/skəˈliːə/; n. 11 martie 1936, Trenton, SUA – d. 13 februarie 2016, Cibolo Creek Ranch⁠(d), Texas, SUA) a fost unul din cei opt judecători asociați⁠(d) ai Curții Supreme de Justiție a Statelor Unite din 1986 până la moartea sa, survenită în 2016. Numit în funcție de președintele Ronald Reagan în 1986, Scalia a fost descris ca reper intelectual pentru poziția originalistă și textualistă a aripii conservatoare a Curții.
Scalia s-a născut în Trenton, statul New Jersey. A studiat la liceul Xavier High School din Manhattan, și apoi la colegiul de arte liberale al Universității Georgetown din Washington, D.C.. A devenit licențiat în drept la Harvard Law School și a lucrat șase ani la o firmă de avocatură din Cleveland, înainte de a deveni profesor de drept la Universitatea⁠(d) statului Virginia. La începutul anilor 1970, a ocupat diverse posturi în cadrul administrațiilor Nixon și Ford, în cele din urmă fiind procuror general adjunct. În perioada administrației Carter, a predat la Universitatea din Chicago, unde a devenit unul dintre primii profesori consilieri ai Societății Federaliste, aflată în fază incipientă. În 1982, Ronald Reagan l-a numit judecător la Curtea de Apel a Statelor Unite pentru Circuitul Districtului Columbia.
În 1986, președintele Reagan l-a propus ca judecător asociat al Curții Supreme de Justiție a Statelor Unite. Pentru a fi confirmat în funcție, Scalia trebuia să fie confirmat de Senatul Statelor Unite. Deși i s-au pus câteva întrebări dificile de către Comisia Judiciară a Senatului, Scalia a fost confirmat de Senat în unanimitate, devenind primul judecător al Curții Supreme de origine italiană.
Scalia a servit în Curtea Supremă aproape treizeci de ani, timp în care a adoptat o jurisprudență și o ideologie conservatoare, susținând textualismul în interpretarea legilor și originalismul în interpretările Constituției. A fost un apărător al puterilor ramurii executive, considerând că puterea prezidențială trebuie să fie dominantă în numeroase domenii. S-a opus acțiunii afirmative și altor politici ce tratau minoritățile ca grupuri speciale. A depus opinii separate în numeroase cauze și adesea a admonestat opinenții majoritari ai Curții cu un limbaj contondent.

## Copilăria și educația
Scalia s-a născut la Trenton, New Jersey, și a fost singur la părinți. Tatăl său, Salvatore Eugene Scalia (1903–1986), imigrant italian din Sommatino, Sicilia, era student la Universitatea Columbia și lucra ca funcționar când s-a născut fiul său. Scalia-tatăl avea să devină profesor de limbi romanice la Brooklyn College, unde a aderat la curentul formalist New Criticism din teoria literară.  Mama sa, Catherine Louise (Panaro) Scalia (1905–1985), s-a născut în Trenton în familia unor alți imigranți italieni, și lucra ca învățătoare.
În 1939, familia lui Scalia s-a mutat în zona Elmhurst a cartierului Queens, New York, unde el a învățat la școala publică nr. 13. După terminarea celor opt clase elementare, a obținut o bursă la Liceul Xavier, o școală militară iezuită din Manhattan, unde a absolvit șef de promoție în 1953. Ulterior, el a spus că mare parte din timp a muncit pentru școală și a recunoscut că „nu am fost niciodată cool”. În tinerețe, a fost activ și ca cercetaș în cadrul societății naționale Order of the Arrow.
Colegul de clasă și viitorul oficial al statului New York, William Stern, își amintea de anii de liceu ai lui Scalia:
„Băiatul ăsta era conservator de când avea 17 ani. Un catolic arhiconservator. Ar fi fost membru în Curia. Era cel mai bun elev din clasă. Era strălucit, mult peste ceilalți.”
În 1953, Scalia s-a înscris la Universitatea Georgetown, unde a absolvit ca șef de promoție și summa cum laude în 1957, cu diplomă în istorie. În colegiu a fost campion la dezbateri (engleză debate) în cadrul Societății Philodemice din Georgetown și activitatea sa în domeniul teatrului a fost apreciată. În primul an, a învățat în străinătate, la Universitatea din Fribourg, Elveția. Scalia a studiat dreptul la Facultatea de Drept de la Harvard, unde a fost editor de note pentru Harvard Law Review. A absolvit Harvard magna cum laude în 1960, devenind Sheldon Fellow al Universității Harvard. Această apartenență i-a permis să călătorească în Europa de Vest în anii 1960–1961.

## Începuturile carierei de jurist (1961–1982)
Scalia și-a început cariera la firma de drept internațional Jones, Day, Cockley and Reavis din Cleveland, Ohio, unde a lucrat din 1961 până în 1967. Era bine văzut în firmă și ar fi putut deveni partener, dar el a spus ulterior că își dorea demult să predea. A devenit profesor de drept la Universitatea Statului Virginia în 1967, mutându-se cu familia la Charlottesville.
După patru ani în Charlottesville, Scalia a început să activeze în sectorul de stat în 1971. Președintele Richard Nixon l-a numit avocat general al Oficiului pentru Politica de Telecomunicații, unde una dintre principalele sale sarcini era formularea de politici federale pentru extinderea rețelei de televiziune prin cablu. Din 1972 până în 1974, a fost președinte al Conferinței Administrative a Statelor Unite, o mică agenție independentă ce încerca să amelioreze funcționarea birocrației federale. La jumătatea lui 1974, Nixon l-a nominalizat ca procuror general adjunct pentru Oficiul de Consiliere Legală. După demisia lui Nixon, nominalizarea sa a fost susținută de președintele Gerald Ford, iar Scalia a fost confirmat de către Senat la 22 august 1974.
După Watergate, administrația Ford a intrat în mai multe conflicte cu Congresul. Scalia a depus mărturie în mod repetat în fața comisiilor Congresului, apărând administrația Ford în invocarea privilegiului executiv în ce privește refuzul de a preda documente. În cadrul administrației, Scalia a susținut dreptul de veto al președintelui pentru o lege de modificare a Legii Dreptului la Informare, care îi lărgea mult sfera de aplicare. Viziunea lui Scalia a avut câștig de cauză, iar Ford a respins legea, însă Congresul a votat-o din nou. La începutul lui 1976, Scalia a avut primul și unicul său caz în fața Curții Supreme, Alfred Dunhill of London, Inc. v. Republic of Cuba. Scalia, în numele guvernului SUA, l-a susținut pe Dunhill, iar poziția a avut câștig de cauză.
După înfrângerea lui Ford în fața lui Jimmy Carter, Scalia a lucrat mai multe luni la American Enterprise Institute. Apoi s-a întors în mediul universitar, mutându-se la Facultatea de Drept a Universității din Chicago între 1977 și 1982, deși a petrecut un an și ca profesor vizitator la Stanford Law School. În 1981, a devenit primul cadru didactic consilier al filialei de la nivelul Universității din Chicago a nou înființatei Societăți Federaliste.

## Judecător la Curtea de Circuit D.C. și nominalizarea la Curtea Supremă (1982–1986)

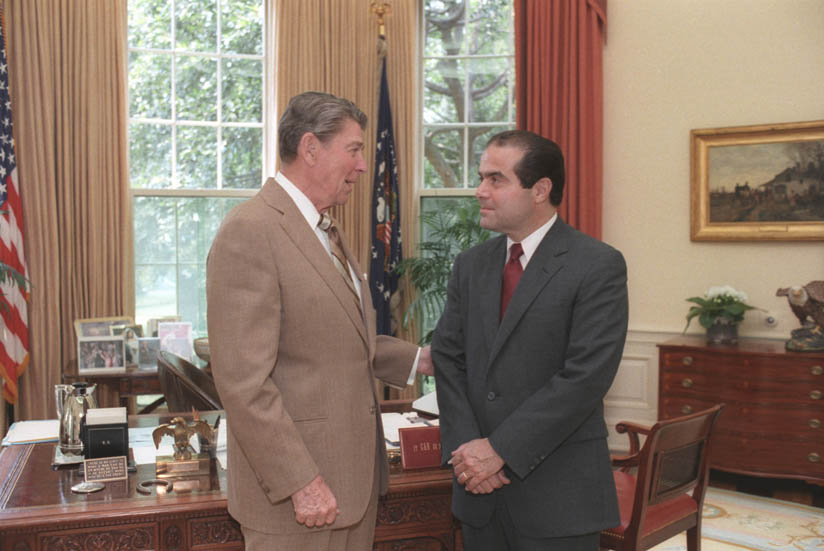
Președintele Reagan și candidatul pentru Curtea Supremă Scalia în Biroul Oval, 7 iulie 1986

Când Ronald Reagan a fost ales președinte în noiembrie 1980, Scalia spera la un post important în noua administrație. A dat interviu pentru postul de Avocat General al SUA, dar în acest post a fost preferat Rex E. Lee, spre marea dezamăgire a lui Scalia. La începutul lui 1982, lui Scalia i s-a oferit un loc în Curtea de Apel al Statelor Unite pentru Circuitul al Șaptelea, cu sediul la Chicago, dar a refuzat, sperând să fie numit în mai influenta Curte de Apel a SUA pentru Circuitul Districtului Columbia (D.C. Circuit). În același an, Reagan i-a oferit, într-adevăr, lui Scalia un loc în D.C. Circuit, iar Scalia a acceptat. A fost confirmat de Senatul SUA la 5 august 1982, și a depus jurământul la 17 august 1982.
În D.C. Circuit, Scalia a acumulat o reputație de conservator, dobândind laude în cercurile legale pentru textele sale legale puternice și inteligente, care adesea criticau precedentele Curții Supreme pe care, ca judecător de instanță inferioară, era obligat să le respecte. Opiniile lui Scalia au atras atenția oficialilor administrației Reagan, cărora, conform The New York Times, „le plăcea practic tot ce vedeau și ... l-au pus pe lista de posibili viitori judecători ai Curții Supreme.” În 1985, deși nu era niciun loc liber la Curtea Supremă, oficiali din administrația Reagan l-au pus pe Scalia pe o listă scurtă alături de colegul său judecător de la D.C. Circuit Robert Bork, în vederea candidaturii în caz că vreun judecător va pleca din Curte. În 1986, președintele Curții Supreme Warren Burger a informat Casa Albă de intenția sa de a se retrage. Reagan a hotărât mai întâi să-l numească pe judecătorul William Rehnquist ca președinte al Curții, ceea ce a însemnat că Reagan mai trebuia să facă o altă numire pentru a ocupa postul de judecător simplu al acestuia. Procurorul general Edwin Meese, care l-a consiliat pe Reagan la această decizie, i-a luat în calcul doar pe Bork și pe Scalia. Simțind că aceasta ar putea fi ultima lui ocazie de a alege un judecător al Curții Supreme, președintele Reagan l-a ales pe Scalia, hotărârea fiind influențată de mai mulți factori. Reagan dorea să numească primul judecător de origine italiană. Scalia avea și avantajul că nu are o „urmă de hârtii” ca Bork; acesta din urmă scrisese în trecut articole controversate despre drepturile individuale. Scalia a fost chemat la Casa Albă și a acceptat nominalizarea lui Reagan.
Când s-au deschis audierile în cadrul Comisiei Juridice a Senatului pentru nominalizarea lui Scalia în august 1986, el s-a confruntat cu o comisie care deja dezbătuse în contradictoriu pe marginea numirii lui Rehnquist. Martorii și senatorii democrați au susținut că, înainte de a deveni judecător, Rehnquist activase în sensul descurajării minorităților de la a-și exercita votul. Membrii comisiei nu mai doreau o nouă luptă și pentru Scalia și se fereau să se opună primei candidaturi a unui american de origine italiană pentru Curtea Supremă. Judecătorul nu a fost prea tare presat pe teme controversate, ca avorturile și drepturile civile. Scalia, care a participat la audieri însoțit de soția sa și cei nouă copii, a găsit timp să glumească cu senatorul democrat de Ohio Howard Metzenbaum⁠(en)[traduceți], pe care îl învinsese la tenis într-un „caz în care integritatea mi-a luat-o înaintea judecății”, după cum chiar el s-a exprimat.
Scalia nu a întâmpinat opoziție din partea Comisiei. Plenul Senatului a dezbătut pentru foarte puțin timp candidatura lui Scalia, și l-a confirmat cu 98 de voturi pentru și niciunul împotrivă la 17 septembrie 1986. Acest vot a urmat în aceeași zi confirmării lui Rehnquist ca președinte al Curții Supreme cu 65 de voturi pentru și 33 împotrivă. Scalia a preluat funcția la 26 septembrie 1986. Un singur membru al comisiei, senatorul democrat de Delaware Joe Biden, avea apoi să spună că regretă că nu i s-a opus lui Scalia „pentru că a fost atât de eficient”.

## Jurisprudență (1986–2016)

### Structura și puterile guvernului

#### Separarea puterilor în stat
Viziunea lui Scalia era că limitele de separare între puterile legislativă, executivă și judecătorească derivă direct din Constituție, niciuneia din ramuri nefiindu-i permis să exercite puterile atribuite altei ramuri. În primele sale zile în Curtea Supremă, a redactat o puternică—și solitară—opinie separată în cazul Morrison v. Olson⁠(d) din 1988, în care majoritatea judecătorilor au declarat constituțională Legea Avocatului Independent⁠(en)[traduceți]. Opinia separată a lui Scalia, întinsă pe treizeci de pagini, l-a surprins pe judecătorul Harry Blackmun⁠(en)[traduceți] prin conținutul său emoțional; Blackmun credea că „poate fi rezumată în zece pagini dacă Scalia ar omite răstelile”. Scalia arăta că legea constituie o imixtiune nenecesară a legislativului în puterea executivă. El a avertizat că „adesea va ajunge în fața Curții o chestiune de acest fel îmbrăcată, ca să spunem așa, în haine de oaie ... dar acest lup vine îmbrăcat în lup”.
Cazul Mistretta v. United States⁠(d) din 1989 a contestat Comisia de Sentințe a Statelor Unite⁠(en)[traduceți], un organ independent în cadrul puterii judecătorești, ai cărui membri (dintre care unii erau judecători federali) erau amovibili doar cu motive întemeiate. Contestatarul susținea că acest aranjament încalcă separația puterilor în stat, și că Îndrumările pentru Sentințe ale Statelor Unite⁠(en)[traduceți] promulgate de Comisie sunt invalide. Opt judecători au aderat la opinia majoritară redactată de Blackmun, susținând constituționalitatea Îndrumărilor. Scalia a făcut opinie separată, afirmând că publicarea Îndrumărilor este o funcțiune legislativă pe care Congresul nu o poate delega, a numit Comisia „un fel de Congres studențesc”.
În 1996, Congresul a adoptat Legea Dreptului de Veto Parțial⁠(en)[traduceți] care permitea președintelui să anuleze unele articole dintr-o lege bugetară⁠(en)[traduceți] (lege care autorizează cheltuieli bugetare) adoptată de Congres. Această lege a fost contestată în anul următor. Chestiunea a ajuns rapid în atenția Curții Supreme, care a stabilit că legea încalcă Clauza de Prezentare⁠(en)[traduceți] din Constituție, care stabilește ce poate face președintele cu o lege adoptată de ambele camere ale Congresului. În opinia sa separată, Scalia arăta că nu vede dificultăți în raport cu Clauza de Prezentare și că nu consideră că se încalcă principiul separării puterilor în stat. Scalia a indicat că, în opinia sa, autorizarea președintelui să respingă o alocare bugetară nu este cu nimic diferită de permiterea președintelui să dispună la discreție de o alocare bugetară, ceea ce era de multă vreme acceptat ca fiind constituțional.

#### Cazuri de rețineri și arestări

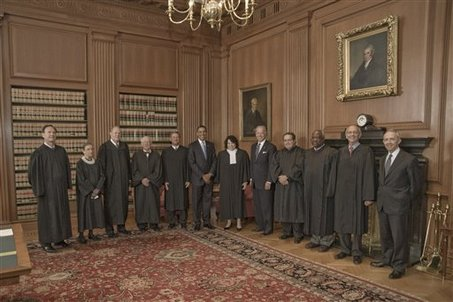
Membrii Curții Supreme în 2009–2010, împreună cu președintele Barack Obama, cu vicepreședintele Joe Biden și cu judecătorul retras David Souter; Scalia este al patrulea de la dreapta

În 2004, în cazul Rasul v. Bush⁠(d), Curtea a decis că instanțele federale au jurisdicție pentru audierea cererilor de habeas corpus ale deținuților de la închisoarea din Guantanamo Bay. Scalia a acuzat majoritatea că „întinde Executivului o capcană” hotărând că ea poate audia cazuri ce implică persoane de la Guantanamo când nicio instanță federală nu acceptase vreodată că poate audia astfel de cazuri.
Scalia a avut opinie separată (alături de judecătorul John Paul Stevens⁠(d)) în cazul Hamdi v. Rumsfeld⁠(d) din 2004, care îl implica pe Yaser Esam Hamdi⁠(d), cetățean american reținut în Statele Unite sub acuzarea că este combatant inamic⁠(en)[traduceți]. Curtea a stabilit că, deși Congresul autorizase reținerea lui Hamdi, garanțiile privind un proces drept stipulate în Amendamentul al V-lea acordă unui cetățean reținut în Statele Unite sub acuzația de a fi combatant inamic [Hamdi] dreptul de a contesta reținerea în fața unui decident neutru. Scalia a scris că AUMF⁠(en)[traduceți] nu poate fi interpretată ca o suspendare a dreptului la habeas corpus și că Curtea, pusă în fața unor legi prin care Congresul nu dădea președintelui puterea de a-l reține pe Hamdi, încearcă să „facă totul să iasă cum trebuie”.
În martie 2006, Scalia a ținut o prelegere la Universitatea din Fribourg, în Elveția, unde i s-au pus întrebări despre drepturile deținuților. El a răspuns: „mai lăsați-mă ... eu am avut un fiu pe acel câmp de luptă și ei trăgeau în fiul meu, și eu n-am de gând să dau acestui om care a fost capturat în acel război un proces cu jurați. Adică e o nebunie.” Deși Scalia nu făcea referire la vreo persoană anume, Curtea Supremă urma să analizeze cazul lui Salim Ahmed Hamdan⁠(en)[traduceți], presupusul șofer al lui Osama bin Laden, care contesta comisiile militare⁠(en)[traduceți] de la Guantanamo Bay. Mai mulți ofițeri în rezervă ai armatei care susțineau poziția lui Hamdan i-au cerut lui Scalia să se recuze⁠(en)[traduceți], sau să se abțină de la a audia cazul, ceea ce el a refuzat. Curtea a hotărât, cu 5–3, în cazul Hamdan v. Rumsfeld⁠(d), că instanțele federale au jurisdicție să audieze contestațiile lui Hamdan; Scalia, în opinia sa separată, a susținut că orice atribuție a Curții de a analiza cererea lui Hamdan a fost eliminată de Legea Tratamentului Deținuților din 2005, care restrângea jurisdicția.

#### Federalism
În cazurile cu tematică federalistă, în care se analizează echilibrul între puterile guvernului federal și cele ale statelor, Scalia a adoptat adesea poziția statelor. În 1997, Curtea Supremă a audiat cazul Printz v. United States⁠(d), în care se contestau anumite articole din Legea Brady de Prevenire a Violenței cu Arme de Mână⁠(en)[traduceți] care îi obliga pe șefii formațiunilor de aplicare a legii din state să îndeplinească anumite îndatoriri. În cazul Printz, Scalia a redactat opinia majoritară a Curții. Curtea Supremă a declarat neconstituționale articolele ce stipulau respectivele îndatoriri, ca o încălcare a Amendamentului al X-lea, prin care statelor și cetățenilor le sunt rezervate acele puteri care nu au fost în mod explicit acordate guvernului federal. În 2005, Scalia a fost de acord cu opinia majoritară în cazul Gonzales v. Raich⁠(d), care a interpretat Clauza Comercială⁠(en)[traduceți] în sensul că Congresul poate interzice utilizarea de marijuana chiar și acolo unde statele îi aprobă utilizarea în scop medicinal. Scalia a opinat că Clauza Comercială, împreună cu Clauza Necesar și Adecvat⁠(en)[traduceți], permite reglementarea. Mai mult, Scalia considera că Congresul poate reglementa activitățile intrastatale dacă prin aceasta face ceva necesar pentru o reglementare mai generală a comerțului între state. El și-a argumentat decizia pe baza cazului Wickard v. Filburn⁠(d), despre care scrie acum că „a extins Clauza Comercială dincolo de orice rațiune.”
Scalia a respins existența doctrinei Clauzei Comerciale negative⁠(en)[traduceți], denumind-o „o fraudă judiciară”.
Scalia a interpretat în sens larg Amendamentul al XI-lea, prin care sunt interzise anumite acțiuni în instanță federală împotriva statelor. În opinia sa separată de la cazul Pennsylvania v. Union Gas Co. din 1989, Scalia a afirmat că nu există o intenție din partea legiuitorului de a obliga statele să abandoneze orice imunitate suverană⁠(en)[traduceți], și că chiar cazul care a provocat adoptarea Amendamentului al XI-lea, Chisholm v. Georgia⁠(d), le-a surprins. Profesorul Ralph Rossum, care a scris un studiu al ideilor constituționale ale lui Scalia, sugerează că ideile judecătorului despre Amendamentul al XI-lea sunt de fapt în contradicție cu litera amendamentului.

### Drepturi individuale

#### Avorturi
Scalia a susținut că nu există drept constituțional la avort, și că dacă oameni doresc legalizarea avortului, trebuie să fie adoptată o lege în acest sens. Scalia scria în opinia sa separată la cazul Planned Parenthood v. Casey⁠(d) din 1992:

Statele pot, dacă doresc, să permită avortul la cerere, dar Constituția nu le obligă. Permisibilitatea avortului și limitele asupra lui, trebuie rezolvate ca cele mai importante chestiuni în democrația noastră: cu cetățenii încercând să se convingă unii pe alții și apoi să voteze.

Scalia a cerut în mod repetat colegilor săi să inverseze decizia din cazul Roe v. Wade. Scalia a sperat să adune cinci voturi pentru anularea deciziei din cazul Roe cu ocazia cazului Webster v. Reproductive Health Services⁠(d), dar nu a reușit. Judecătoarea Sandra Day O'Connor a redactat opinia majoritară a Curții, prin care se aprobau reglementările pe tema avortului pertinente la cazul de față, dar nu se trecea peste decizia din cazul Roe. Scalia a fost de acord doar parțial. El a scris că: „afirmația judecătoarei O'Connor, cum că o «regulă fundamentală de autorestricționare judiciară» ne obligă să evităm a lua în considerare cazul Roe, nu poate fi luată în serios...” și nota că „acum putem să ne așteptăm la încă o sesiune de cărucioare pline de scrisori de la public, și la străzi pline de demonstranți.”
Curtea s-a întors la problematica avorturilor când a analizat cazul Stenberg v. Carhart⁠(d) din 2000, prin care a declarat neconstituțională legea din Nebraska prin care se interzicea avortul cu dilatație și extracție intactă⁠(en)[traduceți]. Judecătorul Stephen Breyer a scris în numele Curții că legea este neconstituțională întrucât nu permite excepții pentru sănătatea mamei. Scalia a făcut opinie separată, comparând cazul Stenberg cu două dintre cele mai regretabile decizii din istoria Curții Supreme: „sunt destul de optimist încât să cred că, într-o zi, Stenberg v. Carhart își va primi locul de drept în istoria jurisprudenței acestei curți alături de Korematsu și Dred Scott. Metoda de a ucide un copil  ... prescrisă prin această lege este atât de oribilă încât și cea mai clinică descriere a ei evocă un fior de revoltă.”
În 2007, Curtea a declarat constituțional un statut federal prin care se interzicea avortul cu dilatație și extracție intactă în cazul Gonzales v. Carhart⁠(d). Profesorul de drept Geoffrey R. Stone⁠(d) de la Universitatea din Chicago, fost coleg cu Scalia, a criticat decizia din cazul Gonzales, afirmând că religia influențase votul, întrucât toți cei cinci judecători din majoritate erau catolici, în timp ce minoritatea era formată din aderenți ai cultelor protestante și ai cultului mozaic. Aceasta l-a înfuriat pe Scalia până într-atât încât a declarat că nu va mai ține prelegeri la Universitatea din Chicago cât timp mai este Stone acolo.

#### Rasă, gen și orientare sexuală
În general, Scalia a votat împotriva legilor care fac distincție pe criterii rasiale, de gen sau de orientare sexuală. În 1989, a votat alături de majoritatea judecătorilor Curți în cazul City of Richmond v. J.A. Croson Co.⁠(d), în care Curtea a aplicat procedura de strict scrutiny⁠(d) asupra unui program municipal ce obliga ca un anumit procentaj de contracte să meargă către minorități, și a anulat programul. Scalia nu a aderat însă la opinia majoritară. El nu a fost de acord cu opinia lui O'Connor, că statele și autoritățile locale pot institui programe antidiscriminare pe criterii rasiale dacă au identificat în trecut asemenea discriminări, și dacă programul are ca scop remedierea lor. Cinci ani mai târziu, în cazul Adarand Constructors, Inc. v. Peña⁠(d) a fost de acord cu hotărârea Curții și parțial și cu opinia majoritară care a extins procedura de strict scrutiny și la programele federale. Scalia și-a consemnat în această chestiune viziunea că guvernul nu poate avea niciodată un interes convingător în a balansa discriminările din trecut prin favoritism rasial:

A urmări conceptul de îndreptare rasială—chiar și pentru cele mai admirabile și benigne scopuri—înseamnă a reîntări și a conserva pentru viitoare rele modul de gândire ce a produs sclavia, privilegiile rasiale și ura rasială. În ochii guvernului, aici noi suntem o singură rasă. Cea americană.

În cazul Grutter v. Bollinger⁠(d), din 2003, în care era vorba despre preferințele rasiale de la facultatea de drept a Universității Statului Michigan, Scalia a ironizat opinia majoritară a Curții că școala are dreptul de a continua să folosească rasa drept factor la admitere pentru a promova diversitatea, și de a crește „înțelegerea interrasială”. Scalia consemna:
Acesta nu este, desigur, un «beneficiu educațional» pe marginea căruia studenții vor primi note la evaluarea Facultății de Drept (lucrează și se joacă frumos cu ceilalți: B+) sau la examenul de admitere în barou (întrebare: Descrieți în cel mult 500 de cuvinte înțelegerea dumneavoastră interrasială). Căci este o lecție de viață mai degrabă decât de drept—în esență, aceeași lecție care este dată (sau mai degrabă învățată de, întrucât nu poate fi «predată» în sens obișnuit) celor cu un metru mai scunzi și cu douăzeci de ani mai tineri decât adulții de la Facultatea de Drept a Universității Statului Michigan, în instituții de la grupe de cercetași până la grădinițe publice.
Scalia a susținut că legile care fac distincție pe bază de gen trebuie supuse procedurii de Intermediate scrutiny⁠(d), impunând ca clasificarea după sexe să fie legată substanțial de obiectivele importante ale guvernului. În 1996, când Curtea a dat dreptate unei femei care dorea să fie admisă la Virginia Military Institute⁠(en)[traduceți] în cazul United States v. Virginia⁠(d), Scalia a depus o opinie separată foarte elaborată. Scalia considera că, obligând statul Virginia să dea o „justificare extrem de convingătoare” pentru politica de admitere a unui singur sex, Curtea redefinise procedura de intermediate scrutiny în așa fel încât „o face identică cu cea de strict scrutiny”.
Într-una din ultimele decizii ale Curții Burger, Curtea Supremă a hotărât în cazul Bowers v. Hardwick⁠(d) din 1986 că sodomia homosexuală nu este acoperită de dreptul la viață privată și că poate fi considerată de către state o infracțiune. În 1995, însă, această decizie a fost efectiv restricționată prin cea din cazul Romer v. Evans⁠(d), care a declarat neconstituțional un amendament la Constituția Statului Colorado, adoptat prin vot popular, prin care se interzicea extinderea legilor antidiscriminare la criteriul orientării sexuale. Scalia a făcut opinie separată față de cea a judecătorului Kennedy, considerând că Bowers protejase dreptul statelor de a lua astfel de măsuri și că amendamentul din Colorado nu este discriminatoriu, ci doar îi împiedica pe homosexuali să obțină statut egal conform legilor din Colorado. Scalia a spus ulterior despre cazul Romer: „Și Curtea Supremă a spus «da, este neconstituțional.» Pe baza a—nu știu ce, Clauza de Preferințe Sexuale din Bill of Rights, probabil. Și liberalilor le-a plăcut, iar conservatorii au strâns din dinți.”
În 2003, decizia din cazul Bowers a fost oficial inversată de cea din cazul Lawrence v. Texas⁠(d), față de care Scalia s-a opus. Conform lui Mark Tushnet⁠(d) în studiul său asupra Curții Rehnquist, în timpul pledoariei din acest caz, Scalia părea atât de hotărât să apere argumentul statului încât președintele Curții a intervenit. Conform biografei Joan Biskupic⁠(d), Scalia a „ridiculizat” majoritatea în opinia sa separată pentru că era pregătită să lase la o parte decizia din cazul Bowers, dar că mulți dintre aceiași judecători refuzaseră să schimbe decizia din cazul Roe în cazul Planned Parenthood v. Casey. În martie 2009, congressmanul homosexual Barney Frank l-a descris ca „homofob”. Maureen Dowd⁠(en)[traduceți] l-a descris pe Scalia într-un editorial din 2003 ca un „Archie Bunker⁠(en)[traduceți] într-o funcție înaltă”. Într-un alt editorial pentru The New York Times, judecătorul federal de apel Richard Posner⁠(d) și profesorul de drept Eric Segall de la Universitatea Statului Georgia au descris pozițiile lui Scalia față de homosexualitate ca fiind radicale, și ca reflectând o aparentă credință că ideile religioase presupuse a fi adoptate de o majoritate a cetățenilor SUA ar trebui să aibă precedență față de Constituție și caracterizând „idealul politic [al lui Scalia] ca apropiindu-se de o teocrație majoritaristă."

#### Dreptul penal

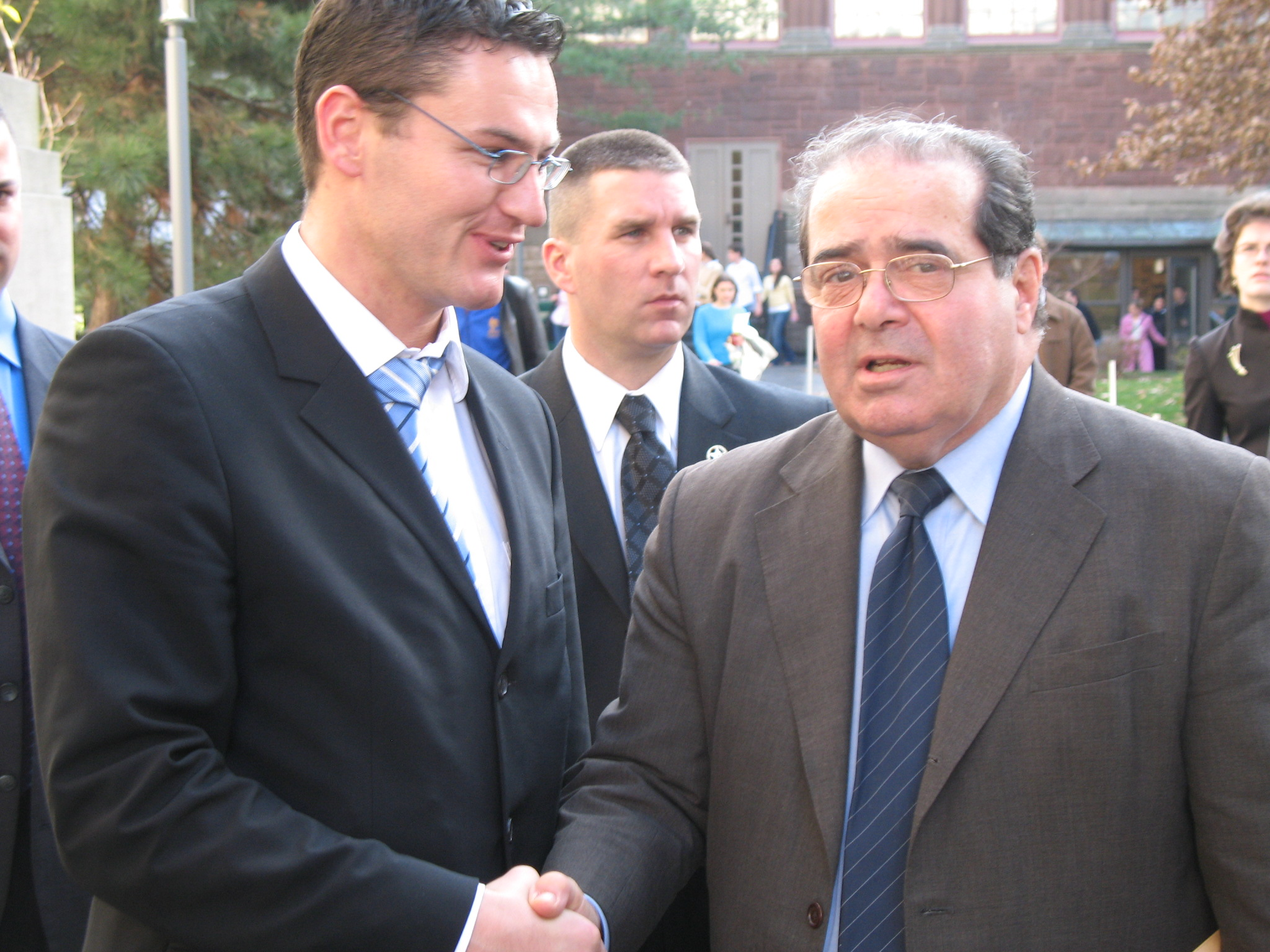
Scalia (dreapta) la en la 30 noiembrie 2006

Scalia credea că pedeapsa capitală este constituțională. El s-a opus la orice hotărâre care ar fi declarat pedeapsa cu moartea neconstituțională în raport cu anumite grupuri, cum ar fi cei care erau minori la data comiterii infracțiunii. În cazul Thompson v. Oklahoma⁠(d) (1988), el a votat împotriva hotărârii Curții că pedeapsa capitală nu se poate aplica celor care aveau 15 ani la data comiterii infracțiunii, și în anul următor a redactat opinia Curții în cazul Stanford v. Kentucky⁠(d) când a fost aprobată pedeapsa capitală aplicată celor care comiseseră omoruri la 16 ani. În 2005, Curtea a inversat însă decizia Stanford în cazul Roper v. Simmons⁠(d) și Scalia a votat din nou împotriva deciziei, ironizând afirmațiile majorității că ar fi apărut un nou consens național împotriva executării celor ce comiseseră omoruri când erau minori, și a consemnat că mai puțin de jumătate din statele care permiteau pedeapsa capitală o interziceau special pentru infractorii minori. El a admonestat majoritatea pentru că a inclus la numărătoare și statele care aboliseră pedeapsa capitală cu totul, afirmând că este „ca și cum am include Amishi radicali într-un sondaj de preferințele consumatorului despre mașina electrică. Sigur că nu le place, dar asta nu face lumină în chestiune.” În 2002, în cazul Atkins v.⁠(en)[traduceți]Virginia, Curtea a decis că pedeapsa capitală este neconstituțională atunci când se aplică retardaților mintal. Scalia s-a opus, afirmând că la vremea adoptării Bill of Rights în 1791 nu era deloc crud sau neobișnuit să execuți pe cineva care era ușor retardat mintal, și că Curtea nu a putut demonstra că se formase un consens național împotriva practicii.
Lui Scalia i-a displăcut mult decizia Curții în cazul Miranda v. Arizona⁠(d), care stabilea că o mărturisire a unui suspect arestat și care nu a fost informat despre drepturile sale⁠(d) nu este admisibilă în instanță, și a votat pentru anularea deciziei Miranda în cazul Dickerson v. United States⁠(d) din 2000, dar a fost în minoritate, împreună cu judecătorul Clarence Thomas. Denumind decizia din cazul Miranda o „mostră de exagerare judiciară”, Scalia a afirmat că Curtea nu trebuie să se teamă să-și corecteze greșelile.
Deși, în multe domenii, abordarea lui Scalia era nefavorabilă acuzatului, el a luat totuși partea acuzaților în ce privește Clauza Confruntării⁠(d) din Amendamentul al VI-lea⁠(d), care garantează acuzaților dreptul de a fi puși în fața acuzatorului. În mai multe cazuri, Scalia a redactat opinii împotriva legilor care permiteau presupuselor victime ale unor abuzuri asupra minorilor să depună mărturie ascunse după un paravan sau prin televiziune cu circuit închis. Într-un caz din 2009, Scalia a redactat opinia majoritară în cazul Melendez-Diaz v. Massachusetts⁠(d), care stabilea că acuzații trebuie să aibă ocazia de a fi puși față în față cu tehnicienii de laborator în cazurile legate de droguri și că un certificat de analiză nu este suficient pentru a dovedi că o substanță este un drog.
Scalia a susținut că fiecare element⁠(d) al unei infracțiuni utilizat pentru a determina sentința trebuie fie recunoscut de acuzat, fie constatat de un juriu conform garanției Amendamentului al VI-lea. În cazul Apprendi v. New Jersey⁠(d), din 2000, Scalia a redactat opinia majoritară a Curții prin care se declara neconstituțională o lege ce permitea judecătorului să crească sentința dacă constată că infracțiunea a fost motivată de ură. Scalia a considerat că procedura este inadmisibilă întrucât această constatare nu este făcută de un juriu. În 2004, el a redatat opinia Curții și în cazul Blakely v. Washington⁠(d), prin care, pe motive similare, se declarau neconstituționale îndrumările de sentință ale statului Washington. Opinia minoritară din cazul Blakely anticipase că Scalia va utiliza cazul pentru a ataca îndrumările federale pentru sentințe (pe care nu reușise să le declare neconstituționale în cazul Mistretta), și s-a dovedit că aveau dreptate, când Scalia s-a aflat în fruntea unei majorități de cinci membri în cazul United States v. Booker⁠(d), care a făcut ca acele îndrumări să nu mai fie obligatorii pentru judecătorii federali (ele au rămas cu statut consultativ).
În cazul Kyllo v. United States⁠(d) din 2001, Scalia a redactat opinia Curții la o decizie cu 5–4 luată altfel decât pe linii ideologice. Acea decizie a stabilit că imagistica termică a unei case nu este o percheziție rezonabilă în conformitate cu Amendamentul al IV-lea. Curtea a anulat o condamnare pentru fabricarea de marijuana obținută pe baza unui mandat de percheziție obținut după efectuarea unor astfel de scanări, care au demonstrat că garajul este considerabil mai cald decât restul casei din cauza luminilor folosite pentru cultivarea plantelor în interior. Aplicând această interdicție conform Amendamentului al IV-lea, Scalia s-a distanțat de hotărârea din 1991 a Curții în cazul County of Riverside v. McLaughlin⁠(d), permițând o amânare de 48 de ore până când o persoană reținută fără mandat este prezentată în fața unui magistrat, pe motiv că la momentul adoptării Amendamentului al IV-lea, o persoană reținută era dusă cât mai repede posibil la un magistrat. Într-un caz din 1990 pe marginea Amendamentului I, R.A.V. v. City of St. Paul⁠(d), Scalia a redactat opinia Curții prin care era declarată neconstituțională o ordonanță contra incitării la ură adoptată de orașul St. Paul, Minnesota, în cazul arderii unei cruci. Scalia consemna: „Să fie foarte clar că noi considerăm că arderea unei cruci în curtea cuiva este ceva reprobabil. Dar orașul St. Paul are suficiente mijloace la dispoziție pentru a preveni asemenea fapte fără a pune pe foc Primul Amendament”.

### Alte cazuri
Scalia a susținut decizia din 1990 în cazul Cruzan v. Directorul Departamentului Sănătății din statul Missouri⁠(d) în care familia unei femei aflate în stare vegetativă⁠(d) au încercat să obțină înlăturarea tubului prin care era ținută în viață, considerând că aceasta ar fi fost voința ei. Curtea a hotărât în favoarea statului Missouri, impunând prezentarea de dovezi clare și convingătoare ale unei astfel de dorințe. Scalia a afirmat că Curtea ar fi trebuit să nu fie implicată dispută, și că aceste aspecte „[nu] sunt mai bine cunoscute pentru cei nouă judecători ai acestei Curți decât ar fi pentru oricare nouă persoane alese la întâmplare din cartea de telefon a orașului Kansas City”.
Scalia a aderat la opinia majoritară per curiam în cazul Bush v. Gore din 2000, prin care s-a pus capăt renumărării voturilor în statul Florida după alegerile prezidențiale din 2000; el a fost și separat de acord și a aderat la opinia lui Rehnquist. În 2007, el spunea despre acest caz: „eu și Curtea mea nu datorăm niciun fel de scuze pentru Bush v. Gore. Am făcut ceea ce trebuia. Așa că uite! ... lăsați-o baltă. S-a și învechit.” Într-un interviu acordat emisiunii Charlie Rose, el a apărat acțiunea Curții:
„Decizia nu a fost una strânsă, a fost de 7–2 pe problema principală, dacă a fost o încălcare a Constituției ... Și dacă ar fi fost neconstituțională renumărarea? O lași să continue și să ajungă la o concluzie? Ca apoi să o anulezi? Motivul pentru care trebuia oprită mai curând nu a fost că „Ah, ne e frică să nu iasă altfel decât trebuie.”... uitați ce se întâmpla la acel moment. Ajunsesem de râsul lumii. Cea mai mare democrație din lume, care nu era în stare să organizeze alegeri. Nu știam cine va fi următorul președinte. Îndelungata tranziție care s-a încetățenit atunci când schimbi președintele nu putea începe pentru că nu știam cine va fi noul președinte. Devenea o problemă foarte serioasă. Aspectul prezentat Curții Supreme a Statelor Unite a fost: odată luată o decizie în acest caz, dacă am hotărât că e neconstituțional, să lăsăm scrutinul să continue? Sau este vremea să o oprim și să ne vedem de treabă mai departe?”

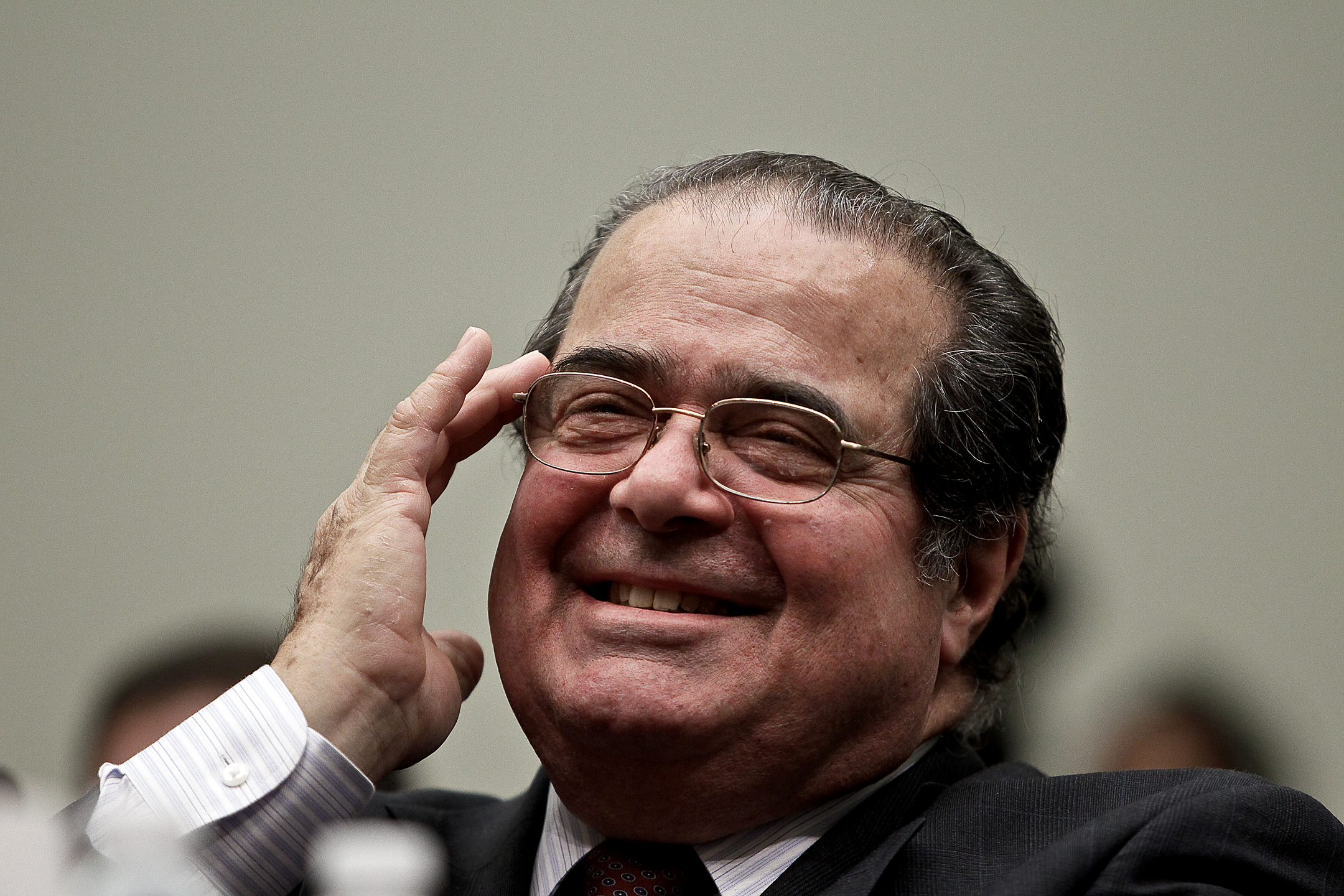
Scalia în 2010

În 2008, Curtea a analizat o contestare a legilor deținerii de arme în Districtul Columbia. Scalia a redactat opinia majoritară în cazul District of Columbia v. Heller, care a decis că există un drept individual de a deține o armă de foc conform celui de al II-lea Amendament. Scalia a interpretat termenul militia, din al II-lea Amendament, așa cum era el înțeles la vremea ratificării sale, și a afirmat că aceasta înseamnă „corpul tuturor cetățenilor”. Curtea a validat dreptul lui Heller de a deține o armă de foc pe teritoriul districtului federal.
Opinia lui Scalia pentru Curtea Heller a fost criticată acerb de către liberali și aplaudată de conservatori. Judecătorul Richard Posner de la al Șaptelea Circuit nu a fost însă de acord cu opinia lui Scalia, afirmând că al II-lea Amendament „nu creează un drept de deținere a armelor de către persoane private”. Posner a spus despre opinia lui Scalia că este de un „fals originalism” și un „lustru istoricizant aplicat valorilor personale și preferințelor în materie de politici”. În octombrie 2008 Scalia a afirmat că originaliștii curții nu erau obligați să arate decât că la ratificarea Amendamentului al II-lea, dreptul de a deține arme nu avea un context exclusiv militar, lucru pe care au reușit să-l demonstreze.

## Filosofia și abordarea legală

### Prestația judiciară
În timpul pledoariilor în fața Curții, Scalia a pus mai multe întrebări și a făcut mai multe comentarii decât oricare alt judecător—și un studiu din 2005 arăta că a provocat râsul mai adesea decât orice alt coleg. Scopul său în timpul pledoariilor era să-și transmită celorlalți judecători poziția sa. Psihologul social Lawrence Wrightsman de la Universitatea Statului Kansas scria despre stilul lui Scalia: „el comunică o senzație de străduință și stilul său este mereu puternic”. De când președintele Curții, John Roberts, și-a început mandatul în 2005, acesta a început să pună avocaților întrebări într-o manieră similară cu cea a lui Scalia și uneori cei doi au pus întrebări aparent coordonat. Dahlia Lithwick de la Slate descria tehnica lui Scalia:
„Scalia nu vine la pledoarii secretos, ca un sfinx, prefăcându-se nehotărât în raport cu nuanțele care i se prezintă. El vine ca un cavaler medieval, împlătoșat pentru luptă. El știe cum este legea. El știe ce ar trebui să scrie în opinia curții. Și utilizează ora alocată pledoariilor ciomăgindu-i pe colegii săi până sunt de acord cu el.”
Scalia a scris numeroase opinii de la începutul carierei sale la Curtea Supremă. În timpul mandatului său, a scris mai multe opinii suplimentare decât orice alt judecător, doar doi judecători scriind mai multe opinii separate. Conform lui Kevin Ring, care a publicat o compilație de opinii suplimentare și separate ale lui Scalia, „opiniile sale sunt ... foarte lecturabile. Scrisul său captivant poate face și cele mai banale aspecte ale dreptului să pară interesante." Conor Clarke de la Slate comenta despre opiniile scrise ale lui Scalia, în special despre cele separate:
„Stilul său de scris este cel mai bine descris ca un amestec de părți egale de furie, încredere și dorință de spectaculos. Scalia are o apetență spre analogii stridente și aluzii insolite—adesea unele foarte amuzante—și nu vorbește în termeni nesiguri. Este foarte accesibil și încearcă să nu se piardă în jargon legal neinteligibil. Dar cel mai mult, opiniile lui Scalia parcă iau foc de pură indignare. Pe scurt, el nu scrie ca un om vesel.”
La Curtea Supremă, judecătorii se întrunesc după ce cazul este prezentat și pledat, și votează rezultatul. Sarcina redactării opiniei este acordată de către președintele Curții, sau, dacă acesta nu participă sau face opinie separată, de către judecătorul senior din majoritate. După stabilirea acestei sarcini, judecătorii comunică în general pe tema cazului transmițându-și în privat note și opinii preliminare. În procesul schimbului de păreri pe marginea redactării opiniilor, Scalia nu făcea compromis de la ideile sale pentru a atrage cinci voturi pentru o majoritate (așa cum făcea fostul judecător William J. Brennan, Jr. care accepta mai puțin decât își dorea pentru a obține o victorie parțială). Scalia, cunoscut prietenilor și colegilor cu apelativul „Nino”, încerca să-și influențeze colegii trimițându-le „Ninograme”—scurte memorandumuri al căror scop era să-i convingă să includă și ideile lui în opiniile pe care le redactează.
Într-un număr al revistei New York din octombrie 2013, Scalia a dezvăluit că el citea în diagonală Wall Street Journal și Washington Times, că se informa preponderent de la radio și că nu citea nici The New York Times și nici The Washington Post. Pe acesta din urmă el îl descria ca fiind „de un liberalism țipător”.

### Interpretarea legilor și Constituției

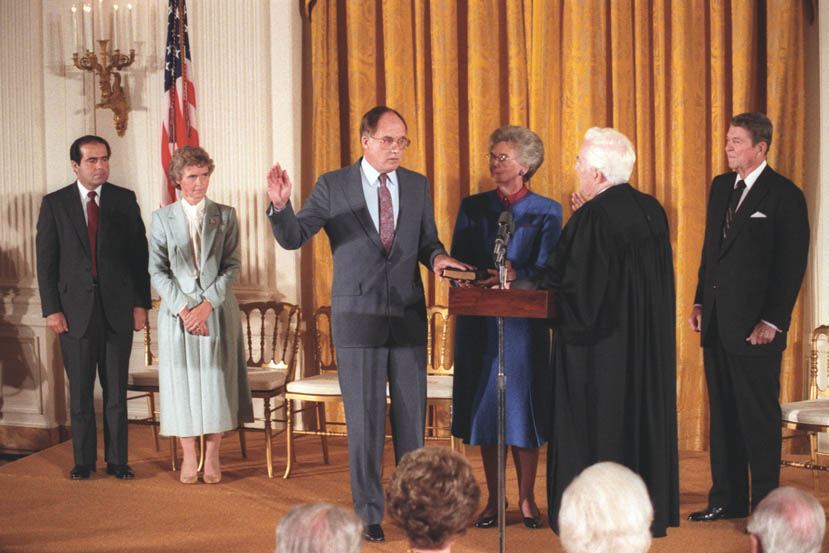
Judecătorul Scalia și soția sa (stânga), împreună cu președintele Reagan (dreapta) sunt de față la depunerea jurământului de către noul președinte al Curții Supreme William Rehnquist în fața predecesorului său Warren Burger, 26 septembrie 1986.

Scalia a avut o orientare textualistă în ce privește interpretarea legilor, el considerând că sensul obișnuit al literei legii trebuie să prevaleze. În 1998, Scalia s-a opus ferm ideii de constituție vie, aceea că puterea judecătorească poate modifica sensul stipulărilor Constituției pentru a le adapta la schimbările vremurilor. Scalia a avertizat că dacă se acceptă că standardele constituționale trebuie să evolueze cu maturizarea societății, „riscul de a evalua standardele aflate în schimbare constă în faptul că este mult prea ușor să crezi că această evoluție culminează cu propriile tale idei.” El a comparat Constituția cu legile, despre care a afirmat că nu se înțeleg a-și schimba înțelesul în timp. Amendamentele constituționale, ca de exemplu al XIV-lea Amendament din 1868 trebuie, conform lui Scalia, să fie interpretate pe baza înțelesului lor la momentul ratificării. Lui Scalia i s-a pus adesea întrebarea cum justifică această abordare rezultatul din cazul Brown v. Board of Education din 1954, conform căruia școlile segregate sunt neconstituționale din cauza Amendmentului al XIV-lea.
În interpretarea legilor, Scalia nu dădea atenție procesului legislativ, adică procesul prin care legea a fost adoptată. În 2006, în cazul Zedner v. United States, el a aderat la opinia majoritară redactată de judecătorul Samuel Alito—în întregime cu excepția unui paragraf al opiniei scrise, în care Alito cita procesul legislativ. Într-o opinie suplimentară la acest caz, Scalia consemna: „utilizarea procesului legislativ este nelegitimă și nerecomandată în interpretarea oricărei legi.” Adversitatea față de procesul legislativ ar putea fi unul din motivele pentru care și alți judecători au început să se ferească să facă referire la el. Gregory Maggs scria în Public Interest Law Review în 1995 că deja la începutul anilor 1990, procesul legislativ era citat doar în circa patruzeci la sută din cazurile Curții Supreme ce implicau interpretarea legilor, și niciun caz din acea perioadă nu folosea procesul legislativ ca motiv esențial pentru verdict. Maggs sugera:
„Întrucât judecătorul Scalia suflă în ceafa oricui aruncă o privire în arhivele Congresului sau în rapoartele Senatului, ceilalți membri ai Curții s-ar putea să fi hotărât că beneficiul citării procesului legislativ nu depășește costurile. Probabil din acest motiv procentajul cazurilor în care acesta este invocat a scăzut dramatic. Nimănui nu-i place o dispută de care nu e nevoie, mai ales una cu un adversar atât de înverșunat ca judecătorul Scalia.”
Scalia se descria singur ca originalist, adică el interpreta Constituția Statelor Unite așa cum ar fi fost ea înțeleasă când a fost adoptată. În 2008, el afirma că „este ceea ce însemna pentru oamenii care au ratificat Bill of Rights sau care au ratificat Constituția.” În 2006, înainte ca judecătorii numiți de George W. Bush, Roberts și Alito, să fi avut timp să aibă impact, Rossum scria că Scalia nu reușise să câștige de partea sa pe nimeni dintre colegii săi conservatori la utilizarea originalismului, în vreme ce Roberts și Alito, tineri cu abordare originalistă, îl admirau mult pe Scalia pentru cum luptă pentru ceea ce crede.
Într-o conversație publică din 2009, judecătorul Stephen Breyer l-a contestat pe Scalia, indicând că cei care au ratificat al XIV-lea Amendament nu intenționau să oprească segregarea școlilor. Scalia a atacat acest argument ca „fluturarea cămășii însângerate a lui Brown”, și a indicat că el ar fi aderat la opinia separată a judecătorului Harlan în cazul Plessy v. Ferguson, cazul din 1896 pe care l-a răsturnat cazul Brown.
Abordarea originalistă a lui Scalia a fost atacată de critici, care îl considerau „o acoperire pentru ceea ce ei văd ca fiind adevăratele intenții ale lui Scalia: de a răsturna unele decizii cruciale ale curții din anii 1960 și 70”, decizii adoptate de Curțile Warren și Burger. Ralph Nader a susținut în 2008 că filosofia originalistă a lui Scalia nu este consistentă cu acceptarea de către judecător a extinderii anumitor drepturi constituționale și asupra corporațiilor când, la vremea ratificării Amendamentului al XIV-lea, nu se înțelegea că corporațiile ar avea drepturi constituționale. Viziunea lui Nader preceda decizia Curții din 2010 în cazul Citizens United v. Federal Election Commission. Scalia, în opinia suplimentară cu care a aderat la votul majoritar, punea înțelegerea drepturilor grupurilor de indivizi de la acea dată ca izvorând din adoptarea Bill of Rights. Argumentul său se baza pe lipsa unei excepții pentru grupuri cum ar fi corporațiile în ce privește dreptul la liberă exprimare din Bill of Rights, și pe câteva exemple de comunicări politice corporatiste din perioada adoptării Bill of Rights. Profesorul Thomas Colby de la The George Washington University National Law Center a susținut că voturile lui Scalia în cazurile pe tema Clauzei Religiei Oficiale nu își au originea în vreo abordare originalistă, ci doar în convingerile sale politice conservatoare. Scalia a răspuns criticilor săi că originalismul lui „l-a condus adesea la decizii pe care le deplânge, cum ar fi constituționalitatea adrerii drapelului”, care, conform lui Scalia, este protejată de Primul Amendament.

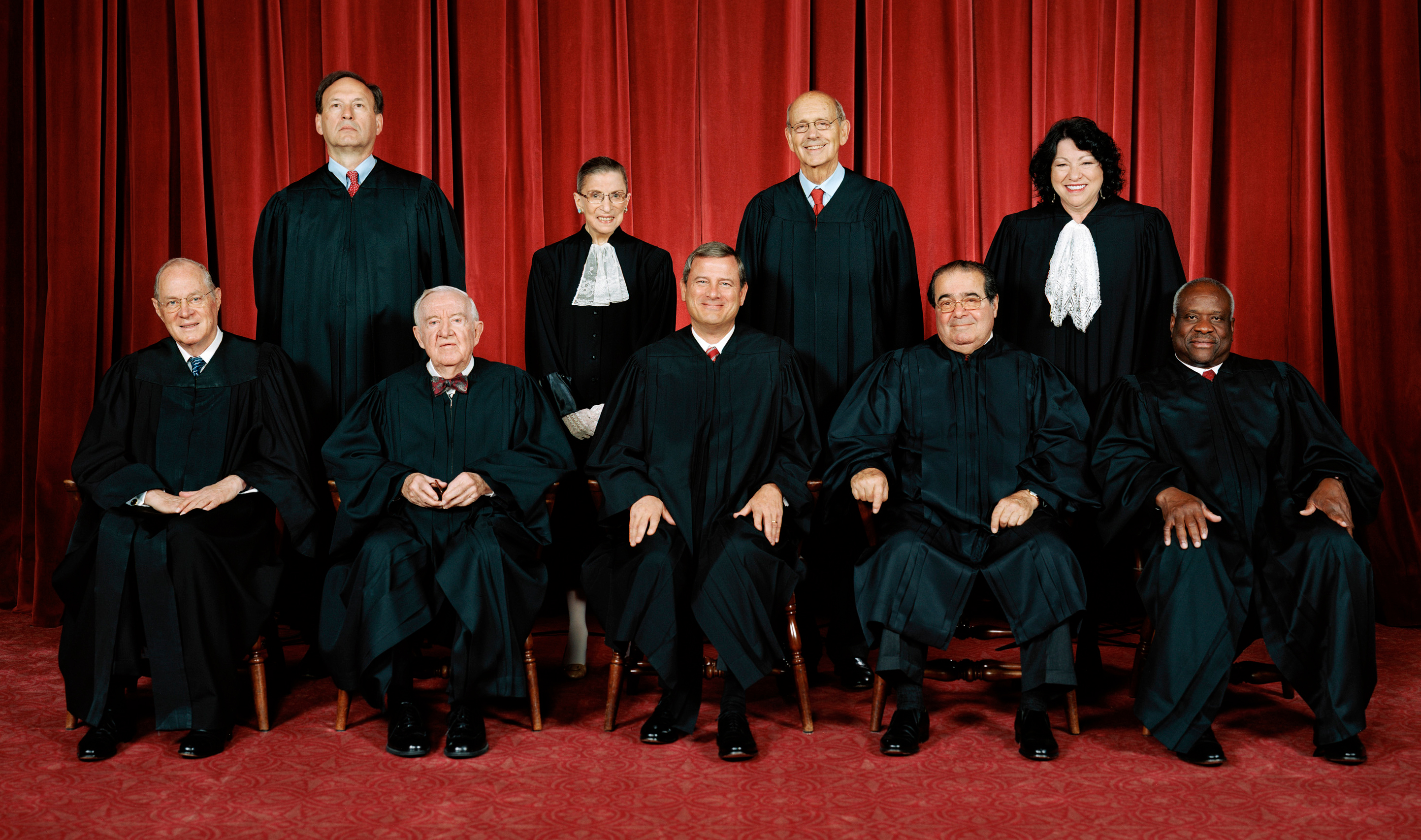
Curtea Supremă din 2009, Scalia fiind al doilea din dreapta pe rândul de jos

În 2009, la aproape un sfert de secol petrecut în Curtea Supremă, Scalia și-a caracterizat victoriile ca fiind „tare puține”.
Scriind în The Jewish Daily Forward în 2009, J.J. Goldberg îl descria pe Scalia ca „reper intelectual al majorității conservatoare a Curții”. El a călătorit prin școlile de drept din țară și a ținut prelegeri pe tema legii și democrației. Aparițiile sale în campusurile universitare umpleau amfiteatrele. Ginsburg arăta că Scalia este „foarte conectat la generația actuală de studenți la drept ... Studenții își pun acum «Societatea Federalistă» în CV.” John Paul Stevens, care a fost judecător la Curtea Supremă aproape tot mandatul lui Scalia până când s-a pensionat în 2010, spunea despre influența lui Scalia că „a avut un impact profund. O parte constructiv, o parte nefericit.” Dintre cei nouă judecători, Scalia a fost cel mai adesea subiect de articole în publicații specializate în drept.

## Atenția publică

### Cereri de recuzare

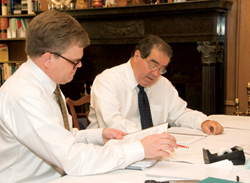
Scalia (dreapta) lucrând la o carte cu en

Scalia s-a recuzat⁠(en)[traduceți] în cazul Elk Grove Unified School District v. Newdow⁠(en)[traduceți] (2004), un proces intentat de către ateul Michael Newdow⁠(en)[traduceți] care afirma că recitarea Jurământului de Credință⁠(en)[traduceți] (cuprinzând și cuvintele „under God” — „sub Dumnezeu”) în școli încalcă drepturile fiicei sale, care era și ea atee. La scurt timp după ce Curtea de Apel a Statelor Unite pentru al Nouălea Circuit⁠(en)[traduceți] a decis în favoarea lui Newdow, dar înainte ca același caz să fie adus în atenția Curții Supreme, Scalia a vorbit la un eveniment al Knights of Columbus în Fredericksburg, Virginia⁠(en)[traduceți], declarând că decizia Circuitului al Nouălea este un exemplu cum curțile încearcă să-l înlăture pe Dumnezeu din viața publică. Inspectoratul școlar a cerut Curții Supreme să revizuiască cazul, iar Newdow a cerut ca Scalia să se recuze din cauza acestei antepronunțări, iar el s-a conformat fără comentarii.
Scalia a refuzat să se recuze în cazul Cheney v. United States District Court for the District of Columbia⁠(en)[traduceți] (2005), chestiunea dacă vicepreședintele Dick Cheney poate ține secretă apartenența la un task force consultativ pe tema politicii energetice. Lui Scalia i s-a cerut să se recuze deoarece mersese la o vânătoare împreună cu mai multe persoane, inclusiv Cheney, timp în care a călătorit la dus cu Air Force Two⁠(en)[traduceți]. Scalia a emis o opinie judecătorească privată⁠(en)[traduceți] în care refuza să se recuze, afirmând că, deși Cheney îi este de mult timp prieten, el este parte procesuală doar în capacitate oficială, și în cazul în care judecătorii ar trebui să se dea la o parte în cazurile când oficialii sunt părți procesuale din cauza funcției ocupate, Curtea Supremă ar înceta să mai funcționeze. Scalia a arătat că nu este deloc neobișnuit ca judecătorii să socializeze cu alți oficiali ai guvernului, amintindu-și ca răposatul președinte al Curții Supreme Fred M. Vinson⁠(en)[traduceți] juca poker cu președintele Harry Truman, iar judecătorul Byron White⁠(en)[traduceți] mergea la schi cu procurorul general Robert F. Kennedy. Scalia a afirmat că nu a fost niciodată singur cu Cheney în acea excursie, cei doi nu discutaseră cazul, iar judecătorul nu economisise deloc bani, deoarece achiziționase bilete dus-întors, cele mai ieftine disponibile. La judecarea cazului, Scalia a făcut parte din majoritatea 7–2 care a acceptat în general poziția lui Cheney.

### Ideile religioase
Scalia era un romano-catolic devotat, iar fiul său Paul s-a făcut preot. Nemulțumit de schimbările apărute după Vatican II, Scalia a început să meargă la parohii îndepărtate, pe care le considera mai în acord cu ideile sale, cum ar fi Tridentine Latin Mass⁠(en)[traduceți] din Chicago și Washington precum și la versiunea în limba latină a slujbei lui Paul al VI-lea⁠(en)[traduceți] de la biserica Sf. Ecaterina din Siena din Great Falls⁠(d). Într-un interviu din 2013 acordat lui Jennifer Senior de la revista New York, Scalia a fost întrebat dacă credințele sale se extind și la Diavol, iar el a afirmat: „Desigur! Da, e o persoană adevărată. Haide, asta e o doctrină catolică standard! Orice catolic crede asta”. Când a fost întrebat dacă a văzut recent dovezi că ar exista Diavolul, Scalia a răspuns: „Știi, e curios. În Evanghelii, Diavolul face tot felul de chestii. Face porcii să cadă de pe stânci, posedează oameni și mai-știu-eu-ce ... Ce face el acum e să-i facă pe oameni să nu creadă nici în el, nici în Dumnezeu. În felul ăsta are mai mult succes”. Într-un alt interviu din 2013, Scalia a declarat că „pentru ca să funcționeze capitalismul, pentru ca el să producă o societate bună și stabilă, virtuțile creștine tradiționale sunt esențiale”.
În 2006, Scalia a fost întrebat de un reporter, când ieșea din biserică, dacă faptul că e un creștin tradiționalist i-a produs probleme, el a răspuns: „știți ce le spun acestor oameni?” și a făcut un gest, punându-și mâna căuș sub bărbie și apoi extinzându-și brusc degetele. Gestul, care a fost imortalizat de un fotograf, a fost la început descris de Boston Herald⁠(d) ca fiind obscen. Scalia a răspuns printr-un drept la replică prin care acuza echipa de știri că se uită la prea multe episoade din Clanul Soprano și declarând că gestul este doar un „mai lasă-mă-n pace!” dur. Roger Axtell, un expert în limbajul corporal, a descris gestul ca având semnificația „m-am săturat, pleacă!” și a punctat: „e un gest destul de puternic”. Gestul avea să fie ulterior parodiat de comedianul Stephen Colbert în cadrul spectacolului ținut la Dineul Asociației Corespondenților de la Casa Albă⁠(en)[traduceți] în același an, la care judecătorul participa: camerele au arătat că, spre deosebire de majoritatea subiecților glumelor lui Colbert, Scalia râdea.

### Alegerile prezidențiale din 1996
Conform lui John Boehner, ca președinte al Conferinței Republicane din Cameră⁠(en)[traduceți], el a încercat să-l convingă pe Scalia să candideze pentru postul de vicepreședinte alături de Bob Dole în 1996. Boehner relatează că Scalia a ascultat propunerea și a dictat același răspuns pe care îl dăduse odinioară judecătorul Charles Evans Hughes unei cereri similare: „posibilitatea este prea îndepărtată pentru a o putea comenta acum, dată fiind poziția mea.” Dole l-a pus pe Scalia pe lista sa de potențiali candidați pentru vicepreședinte, dar în cele din urmă l-a ales pe Jack Kemp⁠(en)[traduceți].

## Viața personală
La 10 septembrie 1960, Scalia s-a căsătorit cu Maureen McCarthy la biserica Sf. Pius al X-lea din Yarmouth, Massachusetts⁠(en)[traduceți]. Cei doi se cunoscuseră la o întâlnire pe nevăzute pe când studia dreptul la Harvard. Maureen era studentă la cursurile de licență de la Colegiul Radcliffe⁠(en)[traduceți] când s-au cunoscut și apoi a obținut o diplomă de engleză la acea școală.
Cei doi au avut nouă copii, cinci băieți și patru fete. Doi dintre băieți, Eugene Scalia⁠(en)[traduceți] și John Scalia, sunt avocați. Paul Scalia este preot catolic, Matthew a acut o carieră militară, iar Christopher este scriitor. Toate cele patru fete, Catherine, Ann, Margaret și Mary, au familii. Conform lui Scalia, Maureen i-a crescut pe toți cei nouă copii „cu foarte puțin ajutor din partea mea.” 
A locuit în McLean⁠(d), o suburbie a Washingtonului.
Scalia s-a bucurat de o relație apropiată cu colega sa judecătoare la Curtea Supremă Ruth Bader Ginsburg, considerată o membră a aripii liberale a Curtii, cei doi mergând la operă împreună, și chiar apărând pe scenă împreună ca figuranți în producția din 1994 a operei Ariadne auf Naxos⁠(en)[traduceți] la Opera Națională din Washington⁠(en)[traduceți]. Ginsburg a fost colegă cu Scalia și la Circuitul D.C., iar familiile Scalia și Ginsburg petreceau în fiecare an Revelionul împreună.

### Moartea
Scalia a murit în somn în seara de 12 februarie sau în dimineața zilei de 13 februarie 2016, după o după-amiază petrecută la o vânătoare de prepelițe și o cină la Cibolo Creek Ranch⁠(en)[traduceți] din Shafter⁠(d). Cauza decesului a fost declarată drept cauze naturale. Medicul său, contraamiralul Brian P. Monahan⁠(en)[traduceți], a afirmat că Scalia avea probleme cardio-vasculare, inclusiv probleme cu tensiunea arterială, și că o evaluare recentă a stabilit că este prea slab pentru a fi operat pentru o ruptură a coifului rotatorilor.
Timp de câteva luni după moartea lui Scalia, locul său în sala de ședințe a Curții Supreme și fața catedrei din dreptul scaunului său au fost împodobite cu crepuri⁠(en)[traduceți] de lână neagră, altele fiind plasate deasupra intrării în sală, tradiție ce datează de la moartea președintelui Curții Supreme Salmon P. Chase în 1873. Drapelele din piațeta din fața Curții au fost coborâte în bernă timp de 30 de zile. Trupul lui Scalia a fost depus la Sala Mare a Curții Supreme a SUA la 19 februarie 2016. Fiul său, fratele Paul Scalia, a ținut slujba de înmormântare a doua zi la Basilica Altarului Național al Imaculatei Concepții⁠(en)[traduceți] din Washington, D.C. Înmormântarea propriu-zisă a fost una exclusivă, la Fairfax Memorial Park, din Fairfax, Virginia.

## Succesiunea
Moartea lui Scalia – doar a doua a unui judecător în funcție în anteriorii șaizeci de ani – a lăsat doar opt judecători în Curtea Supremă, divizați 4–4 între conservatorism și liberalism, într-un an electoral prezidențial. Cazurile ce nu fuseseră decise înainte de moartea lui Scalia urmau să fie decise de cei opt membrii ai Curții. Când Curtea Supremă nu ajunge la o majoritate, voturile fiind împărțite 4–4, se păstrează decizia instanței inferioare, dar această decizie a Curții Supreme nu poate fi reținută ca precedent și nu se publică o opinie scrisă pe tema cazului. Citând practicile Curții Supreme de după moartea judecătorului Robert H. Jackson⁠(en)[traduceți] în 1954, Tom Goldstein⁠(en)[traduceți] a scris că, cel mai probabil, Curtea va reaudia cazurile divizate egal după numirea unui nou judecător.
Într-un interviu din 2012, Scalia spunea că l-ar fi preferat drept succesor pe judecătorul Frank H. Easterbrook⁠(en)[traduceți] de la Curtea de Apel pentru al Șaptelea Circuit⁠(en)[traduceți]. Președintele Barack Obama a declarat la momentul decesului lui Scalia că va nominaliza un succesor „la momentul potrivit”. La 16 martie 2016, el l-a nominalizat pe Merrick Garland, președintele Curții de Apel a Statelor Unite pentru Circuitul Districtului Columbia⁠(en)[traduceți] în locul lui Scalia la Curtea Supremă.